# Adolf Martens (1875–1939)
Adolf Martens (ur. 22 marca 1875 w Warszawie, zm. 21 marca 1939 w Gdyni) – polski budowniczy, działacz ewangelicki.

## Życiorys
Syn Fryderyka Martensa, budowniczego i Julii z d. Romanos. Ukończył szkołę techniczno-budowlaną w Kolonii z tytułem budowniczego. W latach 1903–1908 przebywał w Nowym Jorku, 1909–1920 był kierownikiem oddziału przedsiębiorstwa „Martens i Daab” w Łodzi, później pracował na budowie fabryki amunicji w Starachowicach. W latach 1922–1934 prowadził przedsiębiorstwo budowlane w Gdyni, które głównie wykonywało prace brukarskie, sporadycznie projektowało kamienice. W latach 1932–1935 pracował w biurze technicznym Towarzystwa Budowy Osiedli, następnie był przedstawicielem przedsiębiorstw budowlanych, a 1 lutego 1939 został pracownikiem Wydziału Technicznego Komisariatu Rządu w Gdyni.
W 1931 był współorganizatorem polskiego zboru ewangelickiego w Gdyni i pierwszym prezesem kolegium kościelnego (do 1935), w 1938 został członkiem honorowym rady kościelnej.
Został pochowany w części ewangelickiej cmentarza Witomińskiego.
Jego żona, Wanda Martensowa z d. Klose (1881–1935) pochodziła z Łowicza. Aktywnie wspierała męża w pracy kościelnej i w uznaniu zasług, jej imię przyjęło w 1937 parafialne Stowarzyszenie Niewiast.